# Libre de droits
Ne doit pas être confondu avec licence libre ou œuvre libre.
La notion de libre de droits, traduction du concept anglais royalty-free, se réfère à la gratuité d'utilisation de certains contenus, le plus souvent des images ou de la musique, qui, une fois acquis, peuvent être utilisés sans payer de redevances à l'auteur.
Elle se distingue de la notion de contenu libre car les œuvres concernées ne peuvent pas forcément être redistribuées légalement à des tiers, que ce soit à titre gratuit ou payant. Les conditions varient selon le contrat établi

## En France
En droit français, et en termes strictement juridiques, la notion « libre de droits » n'existe pas. Cette appellation reste manifestement contraire au code de la propriété intellectuelle (articles L.111-1, L. 121-1, L. 131-3), notamment le droit moral concernant l'œuvre reste incessible. De plus, il est préférable d'utiliser par exemple les termes « exploitation gratuite », « sans redevance », « licence gratuite » pour éviter la confusion entre la notion de coût/gratuité et la notion de libertés accordées aux utilisateurs.